# Тангатова, Должин Жаргаловна
Должи́н Жарга́ловна Танга́това ― российская бурятская театральная актриса, Заслуженная артистка Республики Бурятия (1995), Народная артистка Республики Бурятия (2001), Заслуженный работник культуры Агинского Бурятского автономного округа (2007), Заслуженная артистка Российской Федерации (2013), актриса Бурятского государственного академического театра драмы им.Х. Намсараева.

## Биография
Родилась 26 мая 1967 в улусе Цокто-Хангил, Агинский район, Агинский Бурятский округ, РСФСР.
В 1988 году окончила Ленинградский государственный институт театра, музыки и кино, где занималась в мастерской В.В. Петрова и И.А. Мушкатина, по специальности «артистка драматического театра и кино». В том же году принята в труппу Бурятского академического театра драмы имени Народного артиста СССР Хоца Намсараева.
Исполнив в театре свою первую роль Алтан в спектакле монгольского драматурга С. Жаргалсайхана «Галаб эрьехын урда», была отмечена в номинации «Лучший дебют 1989 года».
Тангатова стала победительницей в номинации «Лучшая женская роль года», учреждённой Союзом театральных деятелей Бурятии, за роли Корделии в «Короле Лире» и Зэлмэ хатан в спектакле по пьесе Доржи Эрдынеева «Бальжин хатан». Также сыграла такие роли, как: Жалма в «Похищенном счастье» Даширабдана Батожабая, Кохару в «Самоубийстве влюблённых на острове Небесных сетей» Тикамацу Мондзаэмон, в спектакле «Король-олень» Карло Гоцци, Госпожа в «Исповеди идиота» Акутагавы Рюноскэ.

Основное качество всех героинь Д. Тангатовой — искренность. Казалось, что актриса была ангажирована на роли красавиц, принцесс, но она неожиданно для всех прекрасно играет роли острохарактерные, эксцентрические, легко и комфортно чувствуя себя в водевильно-комической стихии. У актрисы Должин Тангатовой богатая внешняя пластика, хорошо проявившаяся в образах острой на язычок, бойкой Жалмы с кучей ребятишек в спектакле «Деревенские мои чудаки» Д. Дылгырова, шалунишки Сэржуни в «Наймаан найман хүлтэй» Б-М. Пурбуева, в роли жены богача Обоодэй в спектакле-сказке Д. Сультимова «Живая свеча».— 
Сыграв роль жены маршала Хорлогийн Чойбалсана Бортолгой в спектакле «Встретимся в той жизни» С. Эрдэнэ, актриса показала глубокий драматизм в характере и судьбе героини.
Вехой в её театральной карьере стала роль Эржэн Гомбоевой в постановке «Япон Долгор» Б. Эрдынеева. В 2007 году в спектакле монгольского драматурга Д. Мэндсайхан «Эхэ» (Мать), где вместе с Ларисой Егоровой Должин выступила в главной роли — Матери. Актриса в этой работе проявила предельную самоотдачу, что помогало зрителям понять, почему родные дети были для нее своего рода изгоями, а дочь сравнивает мать с кукушкой, улетевшей к чужим. И что заставляет женское сердце страдать и мучиться, разрываться между любовью к собственным детям и сочувствием к приемному сироте. В финале драмы она погибает, прикрывая собой собственного сына.
В 2010 году в постановке «Гроза» по пьесе известного китайского драматурга Цао Юя Тангатова исполнила глубоко трагедийную роль матушки Лу Шипин, некогда служанки в доме богатого Пу-Юаня, брошенной им с маленьким сыном ради богатой невесты. Также сыграла роли невестки Бутид в спектакле Доржи Сультимова «Эртын хабар», роль Даримы в спектакле по пьесе Николая Шабаева «Отныне я буду жить дома».
Тангатова, обладающая четкой дикцией, приятным, с сильным тембром голосом, владея в совершенстве бурятским и русским языками, мастерски ведет концертные программы театральных, республиканских мероприятий на сценах театров и концертных залов города Улан-Удэ.
За вклад в развитие российского и бурятского театрального искууства Должин Жаргаловна Тангатова удостоена почётных званий «Заслуженная артистка Республики Бурятия» в 1995, «Народная артистка Республики Бурятия» в 2001, «Заслуженный работник культуры Агинского Бурятского автономного округа» в 2007 и «Заслуженная артистка Российской Федерации» в 2013 году.

## Театральные роли
- Беатриче (Слуга двух господ - Гольдони К.)
- Бортолгой (Встретимся в той жизни - Эрдэнэ С.)
- Гэрэл (Будамшуу - Шагжин Ц.)
- Елена (Сон в летнюю ночь - Шекспир У.)
- Жалма (Похищенное счастье - Батожабай Д.)
- Клариче (Король-олень - Гоцци К.)
- Корделия (Король Лир - Шекспир У.)
- Турандот (Принцесса Турандот - Гоцци К.) и многие другие роли.

## Роли в кино
- 2015 год ― «Белый Ягель». Мосфильм
- 2010 год ― «Чайник» - мама Алтаны
- 2007 год ― «Улан-Удэнская история» - мама Саяна
- 1992 год ― 2-х серийный телефильм «Нет чужой земли» − Анай, роль жены Николая Бестужева.